# Тамбиев, Паго Измаилович
Тамбиев Паго Измаилович (кабард.-черк. Тамбий Исмаил и къуэ Пагуэ; 1873—1928) — советский общественный и политический деятель, просветитель.

## Биография
Родился в 1873 году в ауле Боташево (ныне Малый Зеленчук) Батапалшинского отдела Кубанской области Российской империи, в дворянской семье. Но так как в то время, аул Боташево находился в административном ведении аула Атажукинский, иногда местом его рождения указывается этот аул. 
Первоначальное образование получил в Бибердовском начальном училище. В 1888 году поступил в Закавказскую учительскую семинарию в городе Гори.
Здесь в это же время учился и Нариман Нариманов, впоследствии видный советский государственный деятель, публицист и педагог. С ним Тамбиева сближали свободолюбивые идеи, направленные против царского режима, мечта видеть свою родину свободной и обновлённой, а также вынашиваемые планы по просвещению народа.
В 1892 году успешно закончил Горийскую учительскую семинарию и работал учителем подготовительного класса Майкопской горской школы до 1897 года. В том же году он переехал в Тифлис и с помощью Л.Г. Лопатинского был принят сотрудником отдела в канцелярию Кавказского учебного округа, где вскоре он был утверждён в чине губернского секретаря. 
В 1899 году сдал экстерном экзамен в Александровском институте в городе Тифлис и получил диплом учителя реального училища, а затем в 1900 году поступил в Рижский политехнический институт.
В 1904 году, после окончания института он переехал в Баку, на фабрику промышленника Тагиева. Для повышения своей квалификации он некоторое время находился в Германии. Здесь он изучал текстильную промышленность, её достижения. 
Вернувшись из-за границы, продолжил работать на той же фабрике, а в 1908 году перешёл на службу в известную нефтяную кампанию братьев Нобель. В 1916 году принял приглашение торгового дома Бенкендорф в качестве управляющего нефтяными промыслами.
В 1917 году со своей женой переехал в Нальчик, планируя открыть научную лабораторию. Для этой цели он купил земельные участки и дом в Кисловодске и в Нальчике. Его жена — Зейнаб Садыковна, некоторое время по своей профессии работала в Нальчикской больнице.
После Октябрьской революции, Тамбиев в Нальчике начал активно заниматься политической деятельностью и избирался делегатом съездов народов Кабарды и Балкарии. При установлении советской власти, руководил  отделом финансов и народного просвещения. Впоследствии принимал активное участие в школьном строительстве и восстановлении народного хозяйства Кабарды. 
В конце 1921 года был назначен председателем Совета народного хозяйства Кабардинской автономной области, однако в апреле 1922 года по наставлению Нариманова, он был переведен в Азербайджанскую ССР, где его утвердили начальником экономического отдела Полномочного представительства Азербайджана при Правительстве РСФСР в Москве. В 1924 году его перевели в Баку на хозяйственную работу, помощником начальника фабрично-заводского отдела Управления государственными предприятиями Азербайджана.
В 1925 году переехал в Дагестан, где находился на руководящих хозяйственных должностях. 12 июня 1927 года был арестован КРО ДО ОГПУ в Махачкале, по обвинению по статям 58-4 и 58-8 УК РСФСР. Оттуда был выслан в Ростов-на-Дону, где находясь под следствием, он серьёзно заболел.
Скончался 13 марта 1928 года и похоронен на мусульманском кладбище города Ростов-на-Дону.
6 июня 2007 года имя просветителя была полностью реабилитирована.

## Творчество
Паго, воспитываясь в доме своих дедушки и бабушки, с детства интересовался обычаями, традициями, устным народным творчеством, историей и культурой своего народа. Впоследствии это и определило его жизненный путь. 
Во время учёбы в Горийской семинарии он уже проявил свои способности и стал глубоко изучать родной язык, фольклор и историю своего народа. В семинарии он познакомился также с Талибом Кашежевым, одновременно с которым, позже занимался сбором и публикацией устного народного творчества кабардинцев. Однако, в отличие от Кашежева, писавшего свои труды сразу на русском языке, Тамбиев писал и публиковал свои труды на родном языке через арабское письмо. 
Большое влияние на творческий рост и обучение Тамбиева оказал известный учёный, большой знаток истории, культуры и языка адыгов — Л.Г. Лопатинский. Он, по его собственному признанию, привлекал молодых людей к сбору и обработке материалов устного народного творчества и языку черкесского народа. 
Паго Тамбиев долго работал под руководством Лопатинского по сбору и обработке материалов устного народного творчества адыгов. Он собирал и публиковал большое количество адыгских пословиц, поговорок, сказаний о нартах. Они имеют до сих пор большую научную и познавательную ценность, так как материалы собранные Тамбиевым, позволяют изучить социально-экономические, семейно-бытовые, общественные и духовные отношения адыгов XVIII—XIX веков. 
Много им было сделано и в области языкознания. В 1906 году при содействии Лопатинского в Тифлисе был издан Кабардинский букварь, составленный Тамбиевым. Она пользовалась большой популярностью и по ней изучали кабардинский язык в аульских медресе и первых светских школах. В «Азбуке» содержались различные рассказы и произведения устного народного творчества. 
После переезда в Нальчик, Тамбиев активно занимался культурно-просветительской работой в Кабарде. Был активным членом «Общества распространения образования среди кабардинцев и балкарцев». Кроме этого, он также являлся членом «Черкесского благотворительного общества» Кубанской области. 
Поддерживал тесные связи с журналом «Мусульманин», выходившим в Париже с 1908 года и в котором публиковались статьи представителей Северного Кавказа по самым различным проблемам жизни и быта горцев. Он предлагал всячески поддерживать молодые таланты, выделять им деньги на обучение из «Кабардинской общественной суммы».
В 1923 году в соавторстве с Т.А. Шеретлоковым и под руководством Бати Хуранова подготовили новый кабардинский алфавит на основе латинской графики, официальный перевод на который был осуществлён в том же году.

## Публикации
В материалах, опубликовавшихся Паго Тамбиевым, были представлены почти все фольклорные жанры и при этом на различных адыгских (черкесских) диалектах. 
Всего им было опубликовано:
- 5 сказаний и преданий — «Редедя», «Предание о лесе Тхашаг», «Силач Куалов», «Предание о Гошагаг», «За зло плати добром».
- 28 народных песен — «Песня о кольчуге», «Песня Гошагаг», «Шеретлуков», «Разорение аула», «Неверная жена встречает убийцу своего мужа», «Смерть Андемиркана», «Силач Куалов», «Измена Абатова» и др;
- 21 народных сказок — «Старик и волк», «Чудесные животные и палка-самобой», «Охотник Хасан и косарь Хасан», «Похождения молодого князя», «С ремеслом не пропадешь», «Отцовские друзья», «Три добрых совета», «Молодец Аферым» и др.

А также сотни черкесских пословиц, поговорок, загадок, скороговорок, примет и поверьев, а также рецепты из народной медицины.

## Семья
Происходил из знатного кабардинского (черкесского) дворянского рода — Тамбиевых. 
Отец — Исмаил Тамбиев, был дважды женат. От первого брака имел 4 сыновей. Во втором браке родились братья — Паго и Магомет-Гирей и дочь Гуаша. 
Рано потеряв родителей, Паго, вместе с братом и сестрой от второго брака, воспитывались в доме бабушки и дедушки.
В 1909 году, проживая в Баку познакомился с дочерью подполковника в отставке Садыка Абдрахманова — Зейнаб, на которой в 1912 году и женился.